# Gotland
Gotland (gotlandsky Gutland) je největším ostrovem ve Švédsku a v Baltském moři s celkovou rozlohou 2 960 km² a maximální nadmořskou výškou 83 m. Spolu s okolními ostrovy tvoří administrativní celek, kraj a obec, které nesou stejné jméno. Hlavním městem ostrova je historické město Visby s významným přístavem.
V roce 2022 dosáhla populace Gotlandu téměř 61 173 obyvatel, kteří hovoří gotlandštinou jako svým rodným jazykem, což reflektuje bohatou kulturní historii ostrova. Gotland si udržuje atraktivitu díky přírodním krásám, historickým památkám a strategickému umístění v Baltském moři. Visby zůstává důležitým přístavem a obchodním centrem.

## Geologie a geografie

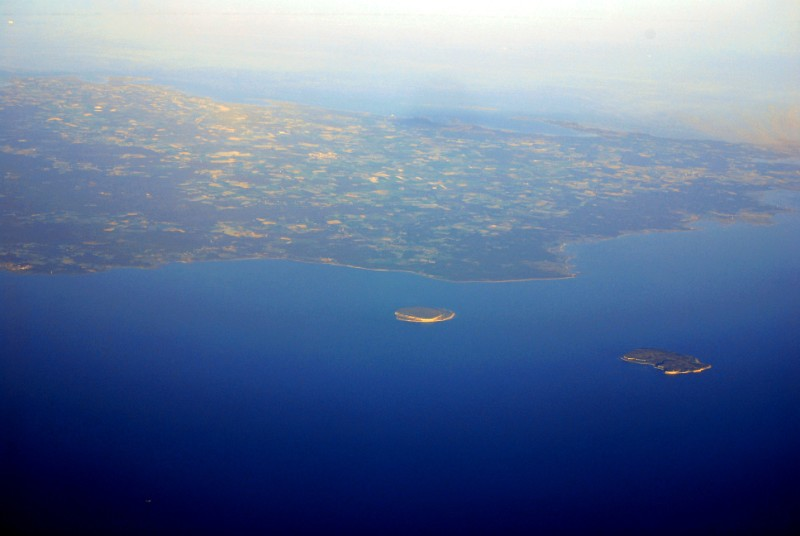
Gotland a ostrůvky Lilla Karlsö (vlevo) a Stora Karlsö (vpravo)

Povrch ostrova tvoří planina tvořená převážně silurskými vápenci. Břehy jsou členité a převislé, především na severozápadě. Nachází se zde krasové formy reliéfu. Klima je mírné, přímořské. Množství srážek je 500 mm za rok. Jehličnaté (smrk) i listnaté lesy zabírají 44 % rozlohy. Vyskytují se zde rašeliniště.
Úzký průliv Fårösund odděluje Gotland od severněji ležícího nevelkého ostrova Fårö známého v souvislosti s kinematografií.

## Hospodářství
Hlavními zdroji příjmů ostrova jsou zemědělství spolu se zpracováním potravin, cestovní ruch a těžký průmysl, včetně výroby betonu z místně těženého vápence. Většina ekonomiky Gotlandu je založena na malovýrobě, a v roce 2012 bylo zde zaregistrováno více než 7 500 společností. Z tohoto počtu mělo 1 500 firem více než jednoho zaměstnance, což svědčí o rozmanitosti podnikání na ostrově.
Gotland je též domovem nejseverněji položené vinice a vinařství na světě, nacházejícího se v oblasti Hablingbo. Tato vinice představuje součást unikátního kulturního a ekonomického prostředí ostrova, které přispívá k jeho bohatství a pestrosti. Tímto způsobem si region úspěšně využívá svých přírodních a kulturních zdrojů k podpoře místní ekonomiky.

## Historie

Neoficiální vlajka Gotlandu

### Pravěk
V pravěku byl ostrov Gotland osídlen již přibližně od roku 7200 př. n. l. Archeologické nálezy naznačují přítomnost raných obyvatel, kteří se věnovali lovům, sběru a prvním formám zemědělství. Gotland v této době nabízel bohatou paletu přírodních zdrojů, které byly klíčové pro život a obživu pravěkých komunit.
Postupem času se pravěké osídlení na Gotlandu rozvíjelo. Obyvatelé začali vyrábět nástroje a vyvíjet primitivní formy keramiky. Lov a sběr byly doplňovány zemědělstvím, a výměnou zařízení a suroviny mezi osadami se rozvíjely první formy obchodu. Pravěk na Gotlandu tak představuje období postupného přechodu od lovecko-sběračského způsobu života k agrárnímu a obchodnímu společenství.
Archeologické nálezy a vykopávky na Gotlandu nám poskytují cenný pohled do pravěkého života, jehož součástí byla neustálá interakce s přírodou a postupné vytváření základů společnosti, která se později stala klíčovým hráčem v obchodních sítích Baltského moře.
Ostrov byl po staletí domovem severogermánského kmene Gótů.

### Středověk

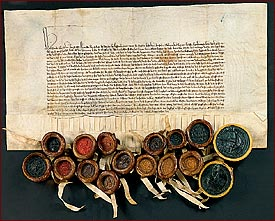
Smlouva s Řádem německých rytířů o navrácení Gotlandu

Gotland se brzy stal významným obchodním centrem, přičemž město Visby vynikalo jako nejvýznamnější hanzovní město v Baltském moři. V pozdním středověku byl ostrov rozdělen do dvaceti okresních soudů (tings), z nichž každý měl svého voleného soudce, tzv. landsting. Zemský úřad rozhodoval o nových zákonech a dalších záležitostech týkajících se celého ostrova.
Město Visby a zbytek ostrova byly spravovány odděleně, což vedlo k občanské válce. Konflikty mezi německými obchodníky ve Visby a venkovskými rolníky vyústily v potlačení povstání švédským králem Magnusem III. v roce 1288. V následujících letech byl Gotland několikrát ovládán různými mocnostmi. Dánský král Valdemar IV. napadl ostrov v roce 1361, jehož vojska způsobila smrt asi 1 500 gotlandských farmářů v bitvě u Mästerby. V roce 1394 obsadil ostrov germánský cech známý "Bratři Victualové", ale nakonec byli vytlačeni Řádem německých rytířů v roce 1398.
Po obsazení Řádem německých rytířů byla autorita landstingu narušena a ostrov se dostal pod německou nadvládu, později do rukou Erika VII. Pomořanského a po roce 1449 pod dánskou vládu. Ting, který původně zahrnoval dvanáct zástupců zemědělců, svobodných rolníků nebo pachtýřů, ztratil postupně svoji autoritu vlivem změn v politickém uspořádání.

### Raný novověk

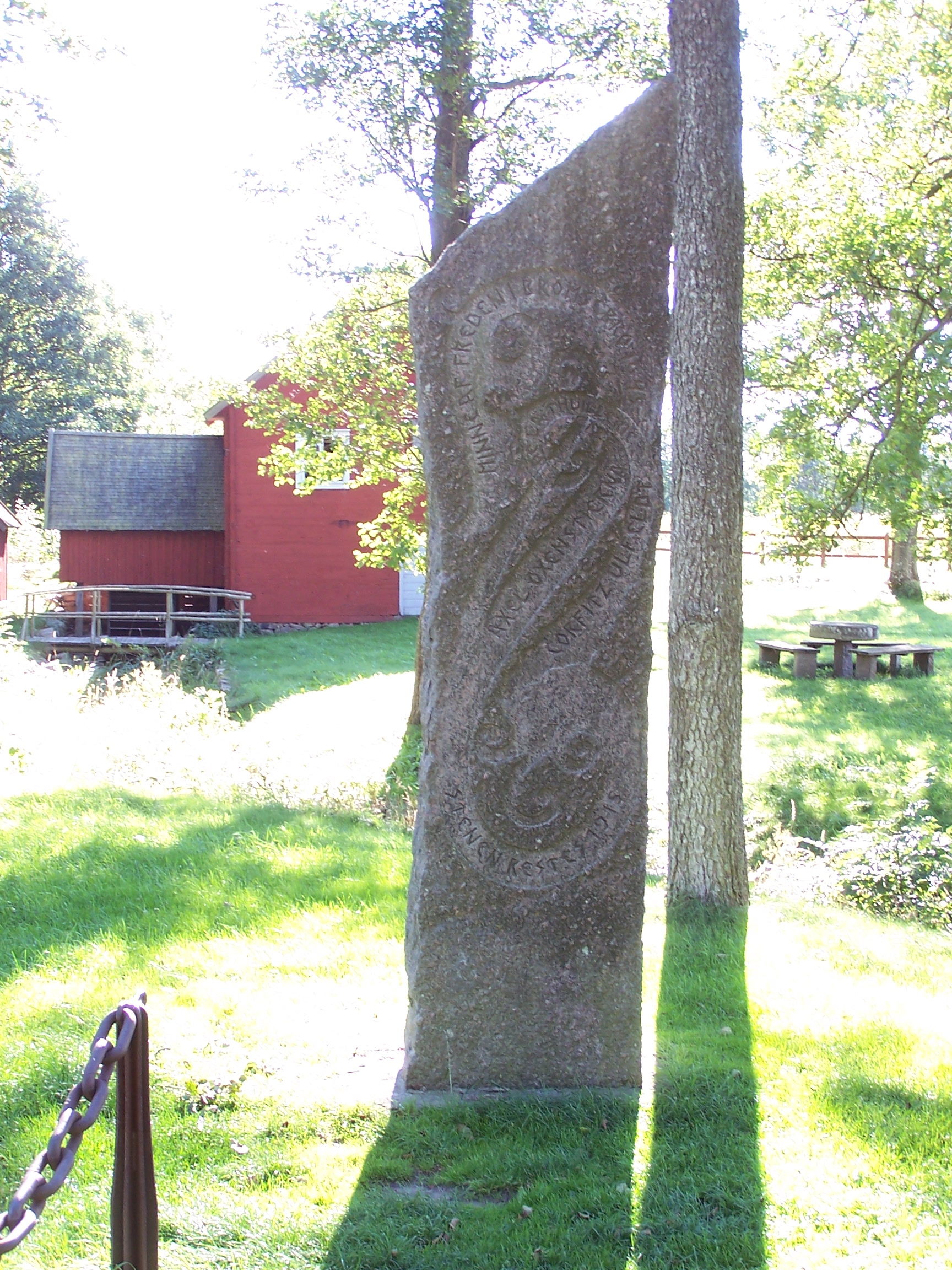
Kámen míru z Brömsebro byl vztyčen v roce 1915 na místě, kde byla podepsána smlouva.

Po smlouvě z Brömsebro v roce 1645 zůstal ostrov Gotland pod švédskou nadvládou. Důležitým mezníkem v pozdější historii bylo v roce 1806 nabídnutí svrchovanosti nad Gotlandem ze strany švédského krále Gustava IV. Adolfa Řádu maltézských rytířů. Řád tuto nabídku odmítl, neboť by to znamenalo vzdání se nároků na Maltu, kterou řád ztratil v roce 1798. Tímto odmítnutím začala dlouhodobá švédská nadvláda nad Gotlandem.
V průběhu finské války v roce 1808, která byla vedena mezi Švédskem a Ruskem, se 22. dubna téhož roku ruská armáda vylodila na jihovýchodním pobřeží Gotlandu poblíž Grötlingba. Pod vedením Nikolaje Andrejeviče Bodiska obsadili Rusové město Visby bez boje a získali kontrolu nad celým ostrovem. Na oplátku byla z Karlskrony vyslána záchranná expedice švédského námořnictva pod velením admirála Rudolfa Cederströma s 2 000 muži, což vedlo k osvobození ostrova a kapitulaci Rusů. Ruské síly opustily Gotland 18. května 1808.